# För en handfull dollar
För en handfull dollar (italienska: Per un pugno di dollari, engelska: A Fistful of Dollars) är en av de första så kallade spaghetti-western, från 1964 i regi av Sergio Leone med Clint Eastwood i huvudrollen. Filmen hade premiär i Italien 12 september 1964 och i Sverige den 14 juli 1966.

## Handling
Berättelsen utspelar sig i en mindre stad dit en främling anländer. Efterhand avslöjas att han kallas "Joe" men i övrigt vet man inte mycket om honom. I början verkar han även helt likgiltig för många av de grymheter han får bevittna i staden. Han utmärker sig dock tidigt genom att skjuta fyra män eftersom de, enligt honom, skrattat åt hans mulåsna (egentligen hade de skjutit mot hovarna på åsnan ifråga). Joe är en fåordig man som får en värdshusvärd i staden som sin förtrogne. Stadens begravningsentreprenör uppskattar honom också eftersom han ständigt bidrar med nya "kunder." Joe tar i tur och ordning anställning hos stadens båda mäktiga familjer, Rojos och Baxter, och tussar ihop dem med varandra efterhand. Centralt i handlingen är även en kassatransport som familjen Rojos stulit efter att ha mejat ned ett gäng soldater med kulspruta. I en känd scen arrangerar Joe ett möte på en kyrkogård där han pallat upp två av de döda soldaterna för att få dem att verka levande. Rojos banditer kommer dit för att döda vad de tror är två överlevande vittnen men möts av medlemmar ur Baxters gäng. I slutändan utplånas familjen Baxter och dess anställda av Rojos vilka sedan nedkämpas av Joe. Han räddar även en ung kvinna som stod i beroendeställning till Ramón Rojo, sonen i den ena familjen. Ramón spelades av Gian Maria Volontè som senare återkom som den än mer psykotiske El Indio i För några få dollar mer.

## Om filmen
För en handfull dollar regisserades av Sergio Leone och Clint Eastwood spelade huvudrollen. Tillsammans med efterföljarna "För några få dollar mer" och "Den gode, den onde, den fule" hör den till den så kallade "Dollartrilogin". Clint Eastwood spelar huvudrollen i alla tre filmer som karaktären Mannen utan namn.
Då detta var den första spaghettiwestern-filmen som släpptes i USA tog sig flera av de europeiska skådespelarna och filmteamet amerikanska artistnamn. Sergio Leone själv dök upp som Bob Robertson i eftertexten i den amerikanska versionen.
Filmen spelades in 1964 och räknas som epokgörande i genren. Clint Eastwood blev genom sin medverkan en internationell superstjärna. Eastwoods rollfigur (Mannen utan namn) får i filmen kämpa mot två familjer som försökte ta makten i en liten nybyggarstad i västern. Filmen följdes av För några få dollar mer (1965) och Den gode, den onde, den fule (1966). Eastwood rekommenderades för rollen av skådespelaren Richard Harrison, som tackat nej till den.
Filmen är en nyinspelning av Akira Kurosawas Yojimbo - Livvakten (1961), en film vars handling flyttats till andra tider och miljöer; bland annat i filmerna Korpen flyger (1984) och Last Man Standing (1996), den sistnämnda med Bruce Willis i huvudrollen.

## Rollista (i urval)
- Clint Eastwood – Joe
- Marianne Koch – Marisol
- Gian Maria Volonté – Ramón Rojo
- Wolfgang Lukschy – John Baxter
- Sieghardt Rupp – Esteban Rojo
- Joseph Egger – Piripero
- Antonio Prieto – Don Miguel Rojo